# Il Re Scorpione 5 - Il libro delle anime
Il Re Scorpione 5 - Il libro delle anime (The Scorpion King: Book of Souls) è un film del 2018 diretto da Don Michael Paul per il mercato direct to video.
È il quinto ed ultimo film fantastico d'avventura dedicato al Re Scorpione dopo Il Re Scorpione, Il Re Scorpione 2 - Il destino di un guerriero, Il Re Scorpione 3 - La battaglia finale e Il Re Scorpione 4 - La conquista del potere.
L'edizione home video è stata distribuita con il titolo Il Re Scorpione - Il libro delle anime.

## Trama
Nell'antico Egitto, il re Memtep fa un patto con Anubi, signore degli inferi, per creare una spada maledetta così potente che chiunque la possieda potrebbe governare il mondo. La spada si alimenta prendendo le anime dei suoi nemici; i nomi di coloro che sono stati uccisi dalla spada sono scritti per sempre nel Libro delle Anime.
Nebserek saccheggia la tomba del re Memtep e ruba la Zanna di Anubi (la spada). Nel frattempo, il suo luogotenente Khensa cattura il fabbro Mathayus, il quale afferma essere il Re Scorpione (cosa che lui nega) e uccide il suo amico Abel. Un guerriero della Nubia, Tala, libera il fabbro e lo guarisce con le punture di scorpioni. Gli dice che suo padre, Balthazar, re di Nubia, le ha detto di trovare il leggendario Re Scorpione per aiutare a portare la pace in Egitto. Gli chiede di unirsi a una missione per porre fine al malvagio impero di Nebserek. Nebserek viene avvertito dalla sua sacerdotessa che la spada può essere distrutta dal Libro delle Anime, quindi iniziano a cercarla.
Sulla strada per la Valle della Tredicesima Luna, Mathayus e Tala vengono catturati da Uruk, leader delle Frecce Nere, per essere entrati nei suoi domini. Mathayus gli chiede di morire con onore, essendo braccato, e Uruk accetta. Dopo aver sconfitto e risparmiato le vite di quattro uomini e Uruk, questi decide di liberarli in segno di rispetto. Continuano la loro ricerca verso l'ingresso del Tempio dei Rotoli. Tala apre la porta sacra usando una lente che manipola la luce della luna. All'interno vengono attaccati da un golem, Enkidu. Appare una donna chiamata Amina e spiega che Enkidu è stato formato dall'argilla e portato in vita dalla magia per proteggerla. Rivela di essere il Libro delle Anime e vede e sente le anime prese dalla Zanna di Anubis. Desiderando che lei si unisca a loro, Mathayus intrappola Enkidu nella grotta con un muro di fuoco e si dirigono verso la tomba di Memtep.
I tre vengono attaccati su una spiaggia da Harhar (un altro luogotenente di Nebsereks) e da alcuni soldati. Li uccidono tutti con l'aiuto di Enkidu, che sfida le fiamme per proteggere Amina. Entrano in una città per ottenere il passaggio su una barca e Mathayus attacca Khensa; lui non la uccide. Mentre scappano in barca, Amina vede e sente la morte del re Tarqa da parte di Nebserek. Era il fratello di Tala; ora è regina. Quindi trovano la tomba e all'interno di una statua della Sfinge trovano il modo di porre fine alla maledizione della spada: distruggere il Libro delle Anime. Non appena lo scoprono, Nebserek li raggiunge e vengono catturati.
Mathayus è incatenato e Nebserek ha intenzione di combatterlo onorevolmente, ma si taglia il fianco con la spada. Tala ed Enkidu vengono imprigionati insieme; ora che è regina, i prigionieri nubiani accettano di combattere al suo comando. Avendo visto Nebserek con i prigionieri, le Frecce Nere si avvicinano di soppiatto al loro accampamento e si preparano a combattere. Tala vuole che Mathayus ricordi di essere stato il Re Scorpione, e diversi scorpioni lo pungono, rinvigorendolo a spezzare le sue catene. Tala ed Enkidu escono dalla prigione e iniziano a combattere contro Khensa. Uruk e le frecce nere attaccano e uccidono la sacerdotessa Mennofer. Nebserek è infuriato e combatte Mathayus mentre Tala e Khensa combattono. Enkidu viene pugnalato con la Zanna di Anubis e cade nel fuoco con essa per proteggere Amina. Il Re Scorpione uccide Khensa e getta Nebserek nel fuoco. Prende la spada dal fuoco; Amina insiste nel dire che per spezzare la sua maledizione deve morire attraverso la spada e liberare le anime che ha impiegato. Entra nella lama e, dopo aver scambiato un bacio con Mathayus, si trasforma in sabbia. Dopo aver detto addio ad Amina, in groppa al suo cavallo, Mathayus se ne va da solo.